# تراویس فولتون
تراویس فولتون (انگلیسی: Travis Fulton; ۲۹ مهٔ ۱۹۷۷ – ۱۰ ژوئیهٔ ۲۰۲۱) بوکسور، ورزشکار هنرهای رزمی ترکیبی و کاراته‌کا اهل ایالات متحده آمریکا بود.